# Niños de la guerra

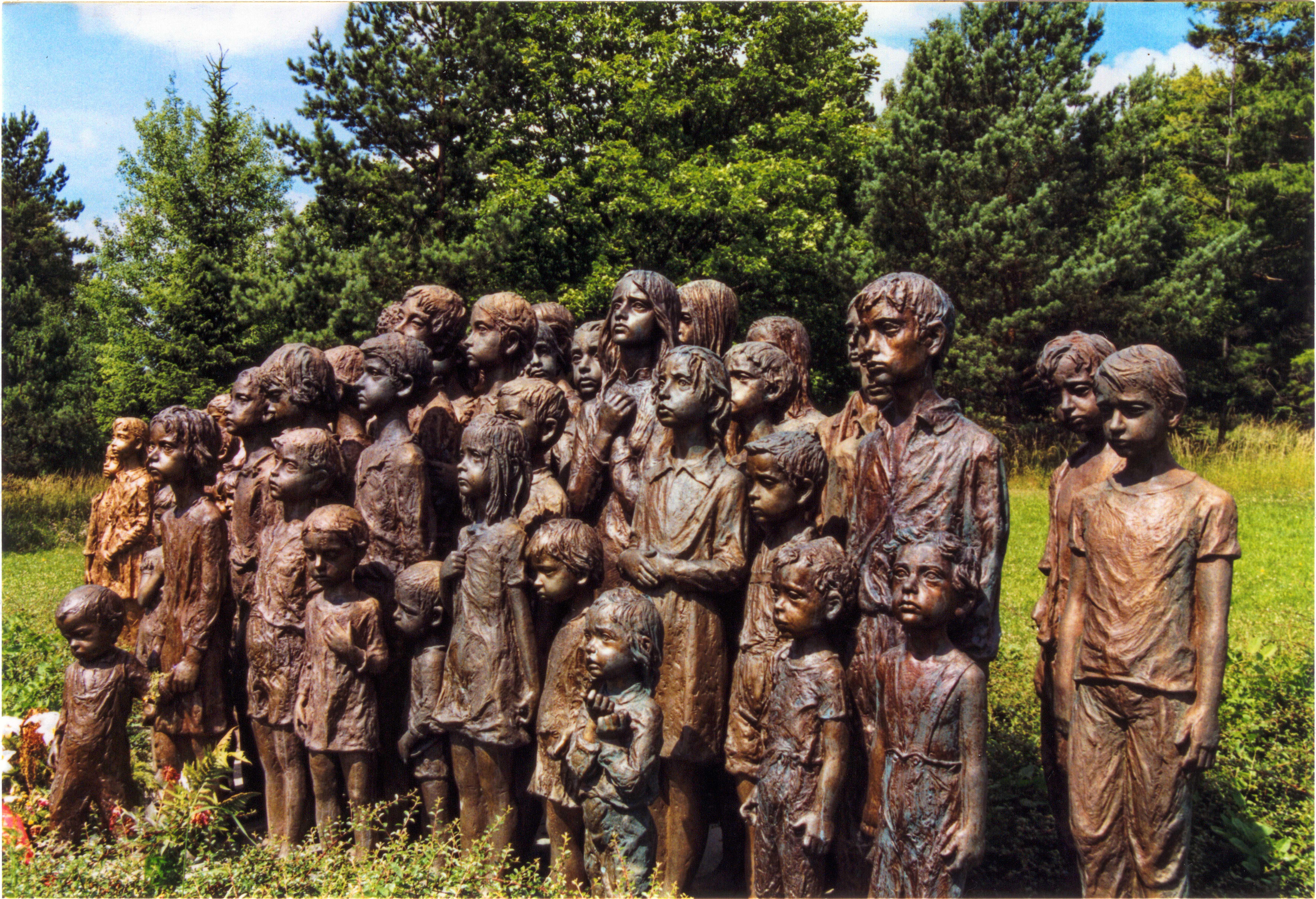
Memorial en honor a los niños de guerra 1969-2000, República Checa.

Los niños de la guerra son los nacidos de un progenitor nativo y uno perteneciente a una fuerza militar extranjera (generalmente una fuerza de ocupación, pero también personal militar estacionado en bases militares en suelo extranjero). Tener un hijo por parte de un miembro de una fuerza beligerante, a lo largo de la historia y a través de las culturas, a menudo se considera una grave traición de los valores sociales. Comúnmente, los padres nativos (generalmente una mujer) son repudiados por la familia, los amigos y la sociedad en general. El término "niño de guerra" se utiliza comúnmente para los niños nacidos durante la Segunda Guerra Mundial y sus secuelas, particularmente en relación con los niños nacidos de padres de las fuerzas de ocupación alemanas en el norte de Europa. En Noruega también había niños Lebensborn.
También se aplica a otras situaciones, como los niños nacidos después de las violaciones generalizadas durante las atrocidades cometidas por Bangladés en 1971 en relación con la guerra de liberación. La discriminación sufrida por el progenitor y el niño nativo en la posguerra no tiene en cuenta las violaciones generalizadas cometidas por las fuerzas de ocupación, ni las relaciones que deben entablarse entre las mujeres para sobrevivir a los años de guerra.

## Discriminación
Los niños con un progenitor que forme parte de una fuerza de ocupación, o cuyos progenitores hayan colaborado con fuerzas enemigas, son inocentes de cualquier crimen de guerra cometido por sus padres. Sin embargo, estos niños a menudo han sido condenados por la descendencia del enemigo y discriminados en su sociedad. También sufren de asociación con un progenitor cuyos crímenes de guerra son enjuiciados en los años de posguerra. A medida que los niños crecían hasta la adolescencia y la adultez, muchos albergaban sentimientos de culpa y vergüenza. 
Un ejemplo son los niños nacidos durante y después de la Segunda Guerra Mundial cuyos padres eran militares en las regiones ocupadas por los nazis. Estos niños afirman que vivieron con su identidad en un exilio interno hasta la década de 1980, cuando algunos de ellos reconocieron oficialmente su estatus. En 1987, Bente Blehr rechazó el anonimato; una entrevista con ella fue publicada en Born Guilty, una colección de 12 entrevistas con personas cuyos padres habían sido asociados con fuerzas alemanas en la Noruega ocupada. La primera autobiografía del hijo de un soldado alemán ocupante y madre noruega fue The Boy from Gimle (1993) de Eystein Eggen; dedicó su libro a todos estos niños. Fue publicado en Noruega.
Durante y después de la guerra, las mujeres que tienen relaciones voluntarias con el personal militar de una fuerza de ocupación han sido históricamente censuradas por su propia sociedad. Las mujeres que quedan embarazadas de esas uniones suelen tomar medidas para ocultar la condición del padre.
Ellas escogieron comúnmente entre los siguientes opciones: 
- Arreglar un matrimonio con un hombre local, que se haría cargo del niño
- Afirmar que el padre era desconocido, estaba muerto o se había ido, y criar al niño como madre soltera
- Reconocer la relación; educar al niño como madre soltera
- Reconocer la relación; aceptar el bienestar de la fuerza de ocupación. (véase el Lebensborn alemán)
- Colocar al niño en un orfanato o entregarlo en adopción
- Emigrar al país ocupante y reivindicar esa identidad
- Tener un aborto

Después de la guerra, era común que tanto la madre como el niño sufrieran las repercusiones de la población local. Estas repercusiones fueron generalizadas en toda Europa. Si bien algunas mujeres y niños sufrieron torturas y deportaciones, la mayoría de los actos contra ellos se clasificaron en una o varias de las siguientes categorías:
- Nombre de pila: prostituta alemana y niño alemán eran "etiquetas comunes".
- Aislamiento o acoso de la comunidad local y en las escuelas
- Pérdida de trabajo
- Afeitar las cabezas de las madres (frecuentemente en el período inmediatamente posterior a la guerra) para identificarlas y avergonzarlas públicamente
- Acogida temporal en campos de confinamiento o internamiento

Mientras que las repercusiones fueron más generalizadas inmediatamente después de la guerra, los sentimientos contra las mujeres y sus hijos permanecieron en los años cincuenta, sesenta y más allá.

## Niños de guerra de la Segunda Guerra Mundial
Es difícil estimar el número de niños de guerra engendrados por soldados alemanes durante la Segunda Guerra Mundial. Las madres tendían a ocultar tales embarazos por temor a la venganza y las represalias de los miembros de la familia masculina. Las estimaciones más bajas oscilan entre los cientos de miles, mientras que las estimaciones más altas se han incrementado en millones.

### Programa Lebensborn

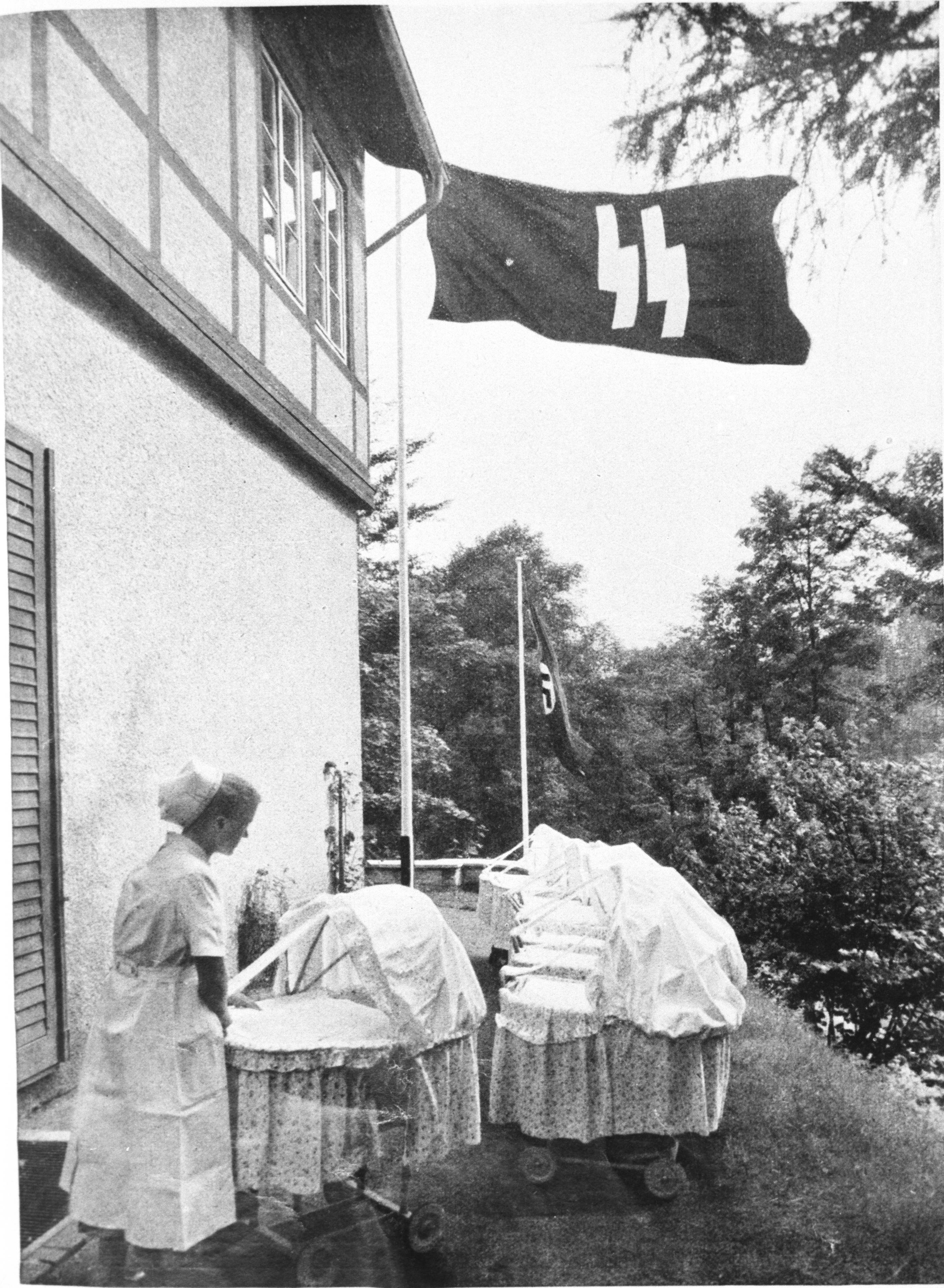
Una casa natal de Lebensborn

Lebensborn fue uno de los varios programas iniciados por el líder nazi Heinrich Himmler para tratar de asegurar la herencia racial del Tercer Reich. El programa sirvió principalmente como una institución de bienestar social para padres e hijos considerados racialmente valiosos, inicialmente los de los hombres de las SS. A medida que las fuerzas alemanas ocupaban los países del norte de Europa, la organización amplió su programa para brindar atención a mujeres y niños adecuados, particularmente en Noruega, donde las mujeres fueron juzgadas adecuadamente como arias.[cita requerida]
En Noruega se estableció en 1941 una oficina local de Lebensborn, Abteilung Lebensborn, para apoyar a los hijos de soldados alemanes y sus madres noruegas, de conformidad con la ley alemana (Hitlers Verordnung, 28 de julio de 1942). La organización gestionaba varios hogares donde las mujeres embarazadas podían dar a luz. Las instalaciones también sirvieron como hogares permanentes para las mujeres elegibles hasta el final de la guerra. Además, la organización pagó la manutención de los hijos en nombre del padre y cubrió otros gastos, incluyendo cuentas médicas, tratamiento dental y transporte.[cita requerida]
En total, se establecieron entre 9 y 15 casas Lebensborn. De los aproximadamente 10.000 a 12.000 niños nacidos de madres noruegas y padres alemanes durante la guerra, 8.000 fueron registrados por Abteilung Lebensborn. En 4.000 de estos casos, el padre es conocido. Se alentó a las mujeres a dar a los niños en adopción, y muchas fueron trasladadas a Alemania, donde fueron adoptados o criados en orfanatos.[cita requerida]
Durante y después de la guerra, los noruegos comúnmente se refirieron a estos niños como tyskerunger, traduciéndose como niños alemanes o "niños alemanes", un término despectivo. Como resultado del reconocimiento posterior de sus malos tratos de posguerra, el término más diplomático krigsbarn (niños de guerra) entró en uso y es ahora la forma generalmente aceptada.[cita requerida]

#### Años posguerra
Al final de la guerra, los niños y sus madres fueron marginados por muchos entre la población general de los países anteriormente ocupados, mientras que las sociedades se afligían y resentían por las pérdidas de la guerra, y rechazaban activamente todo lo relacionado con Alemania. Los niños y sus madres a menudo se encuentran aislados socialmente, y muchos niños son acosados por otros niños, y a veces por adultos, debido a su origen.[cita requerida]
Por ejemplo, inmediatamente después de la paz, 14.000 mujeres fueron arrestadas en Noruega bajo la sospecha de "colaboración" o asociación con el enemigo; 5.000 fueron, sin ningún proceso judicial, colocadas en campos de trabajos forzados durante un año y medio. Sus cabezas fueron afeitadas, y fueron golpeadas y violadas. En una entrevista para el periódico sueco Dagens Nyheter, los niños de guerra afirman que, mientras vivían en un orfanato en Bergen, se vieron obligados a desfilar por las calles para que la población local pudiera azotarlos y escupirles.
En una encuesta realizada por el Ministerio de Asuntos Sociales noruego en 1945, el gobierno local de un tercio de los condados expresó una opinión desfavorable sobre los niños de guerra. Ese mismo año, el Ministerio de Asuntos Sociales estudió brevemente la posibilidad de reunir a los niños y a sus madres con los padres supervivientes en la Alemania de posguerra, pero decidió no hacerlo.[cita requerida]
Quinientos niños y niñas que seguían siendo atendidos en las instalaciones de Lebensborn al final de la guerra tuvieron que abandonar sus hogares cuando se cerraron. Algunos niños fueron dejados a la custodia del estado, durante un tiempo en que tal cuidado estaba marcado por reglas estrictas, educación insuficiente y abuso. Aproximadamente 20 niños terminaron en una institución psiquiátrica en 1946, debido a la falta de espacio en otras instituciones y a intentos infructuosos de adopción. Algunos permanecieron allí después de los 18 años.[cita requerida]
Debido a las actitudes políticas prevalecientes después del fin de la guerra, el gobierno noruego hizo propuestas para deportar por la fuerza a 8000 niños y sus madres a Alemania, pero había preocupaciones de que los deportados no tendrían medios de subsistencia allí. Otra opción era enviarlos a Suecia. Australia también fue considerada después de que el gobierno sueco se negara a aceptar a estas personas; el gobierno noruego archivó más tarde dichas propuestas.

#### Asuntos financieros y legales
En 1950, las relaciones diplomáticas mejoraron para que el gobierno noruego pudiera cobrar la manutención de los hijos de padres identificados de niños de guerra que vivían en Alemania Occidental y Austria. A partir de 1953 se efectuaron tales pagos. La manutención de los hijos de padres que viven en Alemania Oriental se mantuvo en cuentas cerradas hasta que se establecieron relaciones diplomáticas entre los dos países en 1975.[cita requerida]
Algunos niños de la guerra han tratado de obtener el reconocimiento oficial de los malos tratos sufridos en el pasado. Los partidarios afirman que la discriminación contra ellos equivale a un intento de genocidio. En diciembre de 1999, 122 niños de guerra presentaron una demanda ante los tribunales noruegos por el hecho de que el Estado no los protegiera como ciudadanos noruegos. El caso consistía en poner a prueba los límites de la ley; siete personas firmaron la demanda. Los tribunales han resuelto que tales demandas son nulas debido a la prescripción.[cita requerida]
La ley de Noruega permite a los ciudadanos que han sufrido negligencia o maltrato por parte del Estado solicitar una "simple indemnización" (un arreglo que no está sujeto a la ley de prescripción). En julio de 2004, el gobierno amplió este programa de compensación para incluir a los niños de guerra que habían experimentado menos dificultades. La tasa de compensación básica está fijada en 20.000 NOK (€2.500 / $3.000) por lo que el gobierno noruego denomina "acoso". Aquellos que puedan documentar otros abusos pueden recibir hasta 200.000 NOK (25.000 € / $30.000).
El 8 de marzo de 2007,158 niños y niñas de guerra iban a ser oídos en el Tribunal Europeo de Derechos Humanos en Estrasburgo. Exigieron reparaciones de entre 500,000 SEK (431,272 NOK) y 2,000,000 SEK (1,725,088 NOK) cada una por abuso sistemático. El gobierno noruego impugnó la afirmación de que los niños fueron abusados con el consentimiento del gobierno. En 2008, su caso ante el Tribunal Europeo de Derechos Humanos fue desestimado, pero el gobierno noruego les ofreció a cada uno de ellos 8.000 libras esterlinas.

#### Experimentación médica
Conjuntamente con la demanda presentada en 1999 por los niños de guerra, se presentó una moción en septiembre de 2000 en la que se alegaba que 10 niños de guerra estaban sujetos a experimentos con el LSD aprobados por el gobierno noruego y financiados por la CIA, la agencia de inteligencia estadounidense.
En los años de posguerra, el personal médico en varios países europeos y en los Estados Unidos, llevó a cabo ensayos clínicos o tratamientos experimentales con LSD, la mayoría de ellos en algún momento entre 1950 y 1970. En Noruega, los ensayos incluyeron a pacientes voluntarios bajo un protocolo después de que los tratamientos médicos tradicionales no habían tenido éxito.

#### Reconocimiento y disculpa
Desde mediados de los años 80, el destino de los niños de guerra se ha hecho bien conocido en Noruega. El gobierno de Noruega ha reconocido su negligencia hacia ellos. El primer ministro de Noruega se disculpó públicamente en su discurso de Nochevieja del 2000. Como adultos, los 150 ex niños y niñas de Lebensborn demandan al gobierno noruego por daños y perjuicios por no protegerlos y discriminarlos.
El más famoso de los niños de guerra de Noruega es Anni-Frid Lyngstad, excantante de ABBA. Por matrimonio es la princesa Anni-Frid Reuss de Plauen.

### Noruega
Las fuerzas alemanas invadieron Noruega en 1940 y ocuparon el país hasta 1945. Al final de la guerra, las fuerzas alemanas ascendían a 372.000. Se calcula que entre 10.000 y 12.000 niños nacieron de madres noruegas con parejas alemanas durante la ocupación. Como la ideología nazi consideraba a los noruegos como arios puros, las autoridades alemanas no prohibieron a los soldados mantener relaciones con mujeres noruegas. Su organización Lebensborn la alentó.
Después de la guerra estas mujeres, pero especialmente también sus hijos, fueron maltratados en Noruega.
En 2018, la primera ministra de ese tiempo Erna Solberg pidió disculpas a las mujeres noruegas maltratadas por ese motivo, aunque muchas ya hayan fallecido.

### Dinamarca
Las fuerzas alemanas ocuparon Dinamarca entre 1940 y 1945. Se animó a los soldados alemanes a fraternizar con mujeres danesas, que también eran consideradas arias puras. El gobierno ha estimado que entre 6.000 y 8.000 niños nacieron de madres danesas con parejas alemanas durante o justo después de la ocupación. Las mujeres fueron apodadas "Chicas Alemanas", usadas en un sentido peyorativo. El gobierno danés ha documentado la existencia de 5.579 de estos niños.
En 1999, el gobierno danés permitió que este grupo accediera a los archivos de la paternidad. Eximieron a estos descendientes del período normal de confidencialidad del país de 80 años para tales registros.

### Francia
El régimen nazi prohibió a los soldados alemanes tener relaciones con mujeres francesas al principio de la ocupación. Debido a las dificultades de aplicación, los militares toleraron más tarde la confraternización. Esta era una situación intermedia entre el fomento de relaciones similares en Dinamarca y Noruega y la prohibición estricta en Europa del Este. Las diferentes reglamentaciones se basaban en la ideología racial nazi en cuanto a qué poblaciones consideraban suficientemente puras desde el punto de vista racial como para ser deseables para los niños nacidos de sus hombres.
El número de niños de guerra nacidos de mujeres francesas en Francia por padres soldados alemanes en los años 1941-49, se estima entre 75.000 y 200.000. Después de la expulsión de las tropas alemanas de Francia, aquellas mujeres que se sabía que tenían relaciones con soldados alemanes, fueron arrestadas,"juzgadas" y expuestas en las calles a la condena pública y ataques. Tener sus cabezas afeitadas en público para marcarlas era un castigo común. Estos descendientes han formado un grupo para representarlos, Amicale Nationale des Enfants de la Guerre.

### Finlandia

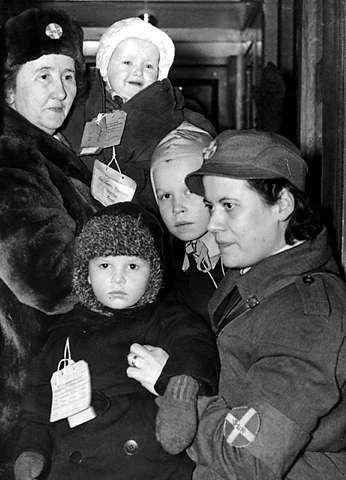
Niños finlandeses de guerra. Durante ciertos períodos, nuevos contingentes de niños llegaban todos los días a Estocolmo para su destino posterior. La imagen, de febrero de 1944, de unos pocos niños recién llegados, fueron atendidos por el Servicio de Defensa Voluntaria de las Mujeres Suecas. Los niños fueron cuidadosamente equipados con etiquetas de nombre y dirección.

Durante la guerra y la posguerra, las mujeres finlandesas dieron a luz a 468.269 niños en Finlandia entre 1940 y 1945. Una pequeña parte, unos 1.100 de los niños, fueron engendrados por tropas extranjeras. Unos 700 niños nacieron de soldados alemanes, 200-300 de prisioneros de guerra soviéticos y 100 de voluntarios suecos. Dependiendo en gran medida del origen del padre extranjero, la mayoría de estos niños quedaron huérfanos de padre y algunas de las madres, junto con sus hijos, sufrieron discriminación en la sociedad finlandesa.

#### Soldados alemanes
Tras la revisión del Pacto Anti-Comintern en 1941, no había más de 200.000 soldados alemanes en Finlandia, la gran mayoría de ellos estacionados en la Laponia finlandesa en el período 1941-1944. Según los Archivos Nacionales de Finlandia, hasta 3.000 mujeres finlandesas, algunas de ellas trabajando para la organización paramilitar auxiliar voluntaria Lotta Svärd y otras para la Wehrmacht, tenían relaciones con soldados alemanes. Se calcula que 700 niños nacieron de soldados alemanes en Finlandia, y en su mayoría no planificados. Muchos soldados alemanes eran conscientes del sexo seguro y la Wehrmacht los mantuvo bien equipados con preservativos, lo que se ha estimado que mantiene una tasa de fecundación relativamente baja para las mujeres finlandesas que tuvieron relaciones sexuales con soldados alemanes. Un folleto publicado por la OKW en 1943, Der deutsche Soldat und die Frau aus fremdem Volkstum, permitía a los soldados alemanes casarse con aquellas mujeres finlandesas que se podía considerar que representaban a la "raza aria", dando a entender que había cierta incertidumbre entre las autoridades nazis sobre la "idoneidad genética de los finlandeses".
Finlandia fue un co-belligerante (1941-44) de Alemania hasta el comienzo de la Guerra de Laponia (1944-45), una guerra librada entre Alemania y Finlandia. Durante la Guerra de Laponia, solo en el otoño de 1944, unas 1.000 mujeres finlandesas, dos tercios de las cuales tenían entre 17 y 24 años, abandonaron el país y se quedaron con soldados alemanes. Las razones para salir del país con el enemigo variaron, pero la razón más común era una relación con un soldado alemán. Posteriormente, la mayoría de estas mujeres regresaron a Finlandia, ya que su presencia no era comúnmente aceptada en Alemania y algunas se enfrentaban a malos tratos activos, como el trabajo forzado. Después de la guerra, la mayoría de las madres finlandesas que tuvieron hijos con soldados alemanes quedaron como padres solteros. Algunos de estos niños fueron adoptados por los hombres finlandeses que se casaron con las madres de los niños.
Algunas mujeres finlandesas asociadas con soldados alemanes se enfrentaron a la discriminación en la sociedad finlandesa. Por lo general, la discriminación no fue tan dura como la que experimentaron otras mujeres europeas en otros lugares por la misma razón, sobre todo debido al concepto de "hermandad de armas finlandés-alemana" durante la co-belligerencia y su enemistad mutua con la Unión Soviética. Algunos prisioneros de guerra soviéticos capturados por los finlandeses también estaban íntimamente relacionados con las mujeres finlandesas, una situación considerada mucho más inaceptable desde el punto de vista social y que merecía ser censurada. Sin embargo, los niños que fueron engendrados por soldados alemanes todavía sufrieron discriminación en su juventud.

#### Prisioneros soviéticos de guerra
Durante la guerra, había unos 69.700 prisioneros de guerra soviéticos en Finlandia, de los cuales 5.700 fueron capturados en la Guerra de Invierno (1939-40) y 64.000 en la Guerra de Continuación (1941-44). Algunas condiciones de vida de los prisioneros de guerra eran relativamente buenas, ya que, en el mejor de los casos, unos 15.000 de ellos estaban alojados en granjas, donde se les utilizaba como mano de obra forzada, por lo general trabajando libremente con civiles finlandeses, algunos de los cuales mantenían relaciones con mujeres finlandesas. Se calcula que unas 600 mujeres finlandesas tenían relaciones con prisioneros de guerra soviéticos y entre 200 y 300 niños nacieron de prisioneros de guerra y mujeres finlandesas. Los orígenes de estas mujeres eran variados: algunas no estaban casadas, mientras que otras enviudaban a causa de la guerra. Algunas relaciones eran adúlteras, ya que algunas de las mujeres estaban casadas con soldados finlandeses que estaban ausentes en ese momento. El uso de preservativos era escaso, en parte debido a la falta de disponibilidad de preservativos para los prisioneros de guerra, y en parte debido a la falta de concienciación de las mujeres finlandesas de las zonas rurales sobre el uso de preservativos. Después del armisticio de Moscú, Finlandia comenzó a devolver a la Unión Soviética a los prisioneros de guerra supervivientes, y la mayoría de las madres finlandesas que tenían hijos con prisioneros de guerra quedaron como padres solteros. Algunas de las madres se casaron después con hombres finlandeses.
Las relaciones entre las mujeres nativas y los prisioneros de guerra de etnia rusa se desaprobaron especialmente en la sociedad finlandesa, mucho más que las relaciones similares con soldados alemanes y con prisioneros de guerra de otros grupos étnicos, como los finougrios. Un factor fuerte detrás de esta creciente censura fue el prolongado sentimiento antirruso en Finlandia (ryssäviha en finés). Algunas mujeres se afeitaron la cabeza por presuntamente tener relaciones con prisioneros de guerra rusos. Términos peyorativos como ryssän heila (novia de ryssän, la palabra ryssä es un término común finlandés para un ruso) y ryssän huora (prostituta de ryssän) fueron ampliamente utilizados. Los niños engendrados por prisioneros de guerra soviéticos también sufrieron discriminación en su juventud, como el acoso escolar.

#### Voluntarios suecos
En general, hubo alrededor de 11.000 voluntarios suecos que lucharon por Finlandia en algún momento durante la guerra. Durante la Guerra de Invierno, los voluntarios suecos contaban con 9.640 y durante la Guerra de Continuación había más de 1.600 voluntarios suecos, de los cuales un tercio había participado anteriormente en la Guerra de Invierno. Alrededor de 100 niños nacieron de mujeres finlandesas y voluntarios suecos. A menudo estas mujeres se mudaban a Suecia con sus hijos.

### Grecia
Poco se sabe sobre los niños griegos de la Wehrmacht, ya que sigue siendo un problema rodeado de tabúes en Grecia, pero se sabe que los niños griegos de los soldados de la Wehrmacht han sido objeto de humillación pública. Frecuentemente se les llamaba "Germanobastardos" (griego para "bastardo alemán"). Las madres también fueron discriminadas, y los niños sufrieron tanto por tener una madre estigmatizada como por tener un padre desconocido. Muy a menudo, las madres culpaban a los niños de su mala situación. No existe un registro oficial de estos niños, pero los investigadores estiman que su número es de por lo menos 200 niños. El número relativamente bajo, según algunos autores, se debió a que solo una pequeña proporción de los embarazos dio lugar a nacimientos, debido al temor de las madres a la discriminación. Los abortos eran fácilmente accesibles en Grecia en ese momento, y la Iglesia Ortodoxa alentaba el silencio sobre el asunto y ayudaba a las mujeres a obtener abortos.

### Países Bajos
Los nazis consideraban que las mujeres de los Países Bajos eran arias y aceptables para la confraternización de los soldados alemanes. El Instituto Holandés de Documentación sobre la Guerra calculó originalmente que alrededor de 10.000 niños de padres alemanes nacieron de madres holandesas durante la ocupación. Sin embargo, las cifras recientes, basadas en los nuevos registros disponibles en los archivos de la Wehrmacht alemana (nombre de las fuerzas armadas alemanas de 1935 a 45), indican que el número real podría alcanzar los 50.000.

## Niños Posguerra

### Padre de fuerzas aliadas en Alemania
Los historiadores alemanes que escribieron el libro "Bankerte!" ("Bastards, the children of occupation in Germany after 1945") descubrieron que al menos 400.000 niños fueron engendrados por soldados ocupantes, con al menos 300.000 de esos niños engendrados por padres soviéticos. Los investigadores concluyeron que al menos dos millones de violaciones fueron cometidas por soldados del Ejército Rojo soviético.
Las fuerzas aliadas ocuparon Alemania durante varios años después de la Segunda Guerra Mundial. El libro GIs and Fräuleins, de Maria Hohn, documenta 66.000 niños alemanes nacidos de padres que eran soldados de las fuerzas aliadas en el período 1945-55:
- Padre estadounidense: 36,334
- Padre francés: 10.188
- Padre británico: 8.397
- Padre soviético: 3.105
- Padre/madre belga: 1.767
- Otros/desconocidos: 6.829

#### Estadounidense
Según Perry Biddiscombe, más de 37.000 hijos ilegítimos fueron engendrados por padres estadounidenses en los 10 años posteriores a la rendición alemana (en general, de acuerdo con las cifras citadas anteriormente). Los lugareños generalmente desaprobaban cualquier relación entre las fuerzas de ocupación y las mujeres alemanas y austriacas. No solo los norteamericanos eran el enemigo reciente, sino que los residentes temían que los padres norteamericanos abandonaran a las madres y los niños para ser atendidos por las comunidades locales, que estaban severamente empobrecidas después de la guerra. La mayoría de los 37.000 hijos ilegítimos terminaron bajo la tutela de los servicios sociales durante algún tiempo. Muchos de los niños permanecieron bajo la tutela del estado durante mucho tiempo, especialmente los hijos de padres afroamericanos. Los niños mestizos, denominados "niños marrones", rara vez eran adoptados en lo que entonces era un país racialmente homogéneo. Se hicieron arreglos para que algunos de estos niños fueran adoptados por parejas o familias afroamericanas en los Estados Unidos.
La situación alimentaria en la Alemania ocupada era inicialmente muy grave. Para la primavera de 1946, la ración oficial en la zona de los Estados Unidos no superaba las 1275 calorías al día (mucho menos del mínimo requerido para mantener la salud), y algunas áreas probablemente recibían apenas 700 calorías. Algunos soldados norteamericanos aprovecharon esta situación desesperada en su propio provecho, aprovechando su amplia oferta de alimentos y cigarrillos (la moneda del mercado negro) como "cebo de la frau". Cada bando continuó viendo al otro como el enemigo, incluso mientras intercambiaban comida por sexo. Las madres, a menudo indigentes, de los hijos resultantes no recibían por lo general ninguna pensión alimenticia.
Entre 1950 y 1955, la Alta Comisión Aliada para Alemania prohibió "los procedimientos para establecer la paternidad o la responsabilidad por la manutención de los hijos". Incluso después del levantamiento de la prohibición, los tribunales de Alemania Occidental tenían poco poder para obtener manutención infantil de los soldados estadounidenses.
Los hijos de soldados negros americanos, comúnmente llamados Negermischlinge ("mestizos negros"), estaban particularmente desfavorecidos. Incluso en los casos en que un soldado quiso casarse con la madre de su hijo, el Ejército de los Estados Unidos le impidió contraer matrimonio interracial hasta 1948, cuando el Ejército fue integrado por la Orden Ejecutiva del Presidente Harry Truman.
En las primeras etapas de la ocupación, a los soldados estadounidenses no se les permitía pagar la manutención de los niños que admitieron haber engendrado, clasificando a los militares como "ayudantes del enemigo". Los matrimonios entre soldados blancos estadounidenses y mujeres austriacas estuvieron prohibidos hasta enero de 1946, y con mujeres alemanas hasta diciembre de 1946.

La política oficial de los Estados Unidos sobre los niños de guerra se resumió en el artículo "Las mujeres embarazadas están advertidas" del 8 de abril de 1946 en Stars and Stripes:
"Las muchachas que esperan un niño, engendrado por un soldado americano, no recibirán ninguna ayuda del ejército americano..." Si el soldado niega la paternidad, no se tomarán más medidas que simplemente informar a la mujer de este hecho. Se le debe aconsejar que busque ayuda de una organización social alemana o austriaca. Si el soldado ya está en los Estados Unidos, su dirección no debe ser comunicada a la mujer en cuestión, el soldado puede ser dado de baja honorablemente del ejército y su desmovilización no se retrasará de ninguna manera. No se reconocerán las solicitudes de manutención de menores de madres solteras alemanas y austriacas. Si el soldado reconoce voluntariamente la paternidad, debe proveer a la mujer de manera apropiada.

#### Británico
Las tropas británicas también ocuparon una parte de lo que luego se organizó como Alemania Occidental. Las autoridades británicas desalentaron la confraternización entre los soldados y las mujeres alemanas locales debido al estatus de los alemanes como enemigos durante la guerra. El gobierno británico no permitió que sus ciudadanos se casaran con ciudadanos alemanes hasta la década de 1960. En tiempos recientes, especialmente desde los últimos años de la Guerra Fría, tales matrimonios se han vuelto más comunes.
Entre los hijos notables de militares británicos y madres alemanas destacan Lewis Holtby, Kevin Kerr, Maik Taylor y David McAllister.

#### Canadiense
Canadá declaró la guerra a Alemania en 1939, tras la declaración de guerra británica de la semana anterior. Durante la guerra, las fuerzas canadienses participaron en las invasiones aliadas de Italia y Normandía. Antes de la invasión de Europa continental, un número significativo de fuerzas canadienses estaban residentes en Gran Bretaña.
Se calcula que 22.000 niños nacieron de madres británicas y soldados canadienses residentes en Gran Bretaña. En la Europa continental, se ha estimado que 6.000 nacieron de padres canadienses en los Países Bajos, con un número menor de nacidos en Bélgica y otros lugares donde las fuerzas canadienses fueron estacionadas durante y después de la guerra.

### En los países siguientes

#### Holanda
En el momento de la liberación, muchas mujeres holandesas dieron la bienvenida a las tropas aliadas y tuvieron relaciones que dieron lugar a bebés, llamados "bebés de liberación". Se calcula que unos 4.000 "bebés de liberación" fueron engendrados por soldados canadienses antes de que abandonaran la zona a principios de 1946.

#### Austria
En Austria, los niños de guerra ("Russenkind") de conocidos padres rusos de la ocupación fueron discriminados, al igual que sus madres.
A los austriacos también les molestaban las mujeres que tenían relaciones con soldados estadounidenses, llamándolas 'yanquis' ('Amischickse') o 'Dollarflitscherl' ('Dollarflitscherl') y, en el caso de las que tenían relaciones con soldados negros, 'chica de chocolate' ('Schokoladenmädchen'). En abril de 1946, el periódico Stars and Stripes advirtió a las "Fräuleins embarazadas" que las autoridades militares no les prestarían ayuda ni a ellas ni a sus hijos si los padres fueran soldados estadounidenses. El periódico decía que una muchacha "Fuerza a través de la alegría" que comía del fruto prohibido debería aceptar las consecuencias", refiriéndose a un eslogan nazi.
En coordinación con grupos americanos, un programa de bienestar austriaco estuvo empezado después de la guerra para enviar los niños de carrera mixta de austriacos/africanos-padres americanos a los Estados Unidos para adopción por africano-familias americanas. Los niños por entonces variados en edad de 4 a 7 años.

## Estadounidenses asiáticos
Probablemente más de 100.000 niños han nacido de madres asiáticas y soldados estadounidenses en Asia. Esto ocurrió principalmente durante la Segunda Guerra Mundial, la guerra de Corea y la guerra de Vietnam. Algunos de estos niños nacieron de madres violadas por hombres que vivían en varias bases militares estadounidenses en la región desde la Segunda Guerra Mundial. Colectivamente estos niños son conocidos como Amerasians, un término acuñado por la autora Pearl S. Buck.

## Eurosiaticos
Numerosos niños asiáticos-europeos también nacieron durante los años coloniales de las administraciones británica, francesa y holandesa en la India y varios países del sudeste asiático. En muchos casos, el padre era funcionario colonial, colono u oficial militar establecido en el país asiático ocupado, mientras que la madre era de origen local. Se utiliza el término "euroasiático", pero tiene variantes según el país de origen y la nacionalidad de los padres. Ejemplos de ello son los burgueses (portugués o holandés) en Sri Lanka, Kristang (generalmente portugués) en Malasia, Goans (portugués) y los anglo-indios (británicos) en la India.

## Casos de violación
Numerosos niños de guerra nacieron como resultado de que sus madres fueron violadas por fuerzas enemigas durante la Segunda Guerra Mundial. La violación militar de mujeres conquistadas se ha practicado en numerosos conflictos a lo largo de la historia de la humanidad. Ejemplos recientes incluyen las guerras de larga data en el Congo y Sudán.

### RFS de Yugoslavia
En el decenio de 1990 se crearon organizaciones para clasificar esa violencia contra la mujer como uno de los crímenes de guerra perseguibles en la RFS de Yugoslavia. Algunas mujeres musulmanas de Bosnia que fueron violadas en campamentos serbios recibieron ayuda de organizaciones humanitarias.

## Situación de madres, niños de guerra y padres

### Prevención
El reconocimiento en 1989 de que la violencia contra las mujeres en forma de violación era una estrategia militar deliberada y el abuso de los derechos humanos condujo a la aprobación de una Convención Internacional sobre los Derechos del Niño. Desde 2008, el Consejo de Seguridad de las Naciones Unidas prohíbe tales violaciones sexuales, definiéndolas como un crimen de guerra. El semanal alemán Die Zeit calificaba esta acción de hito histórico.

### Integración

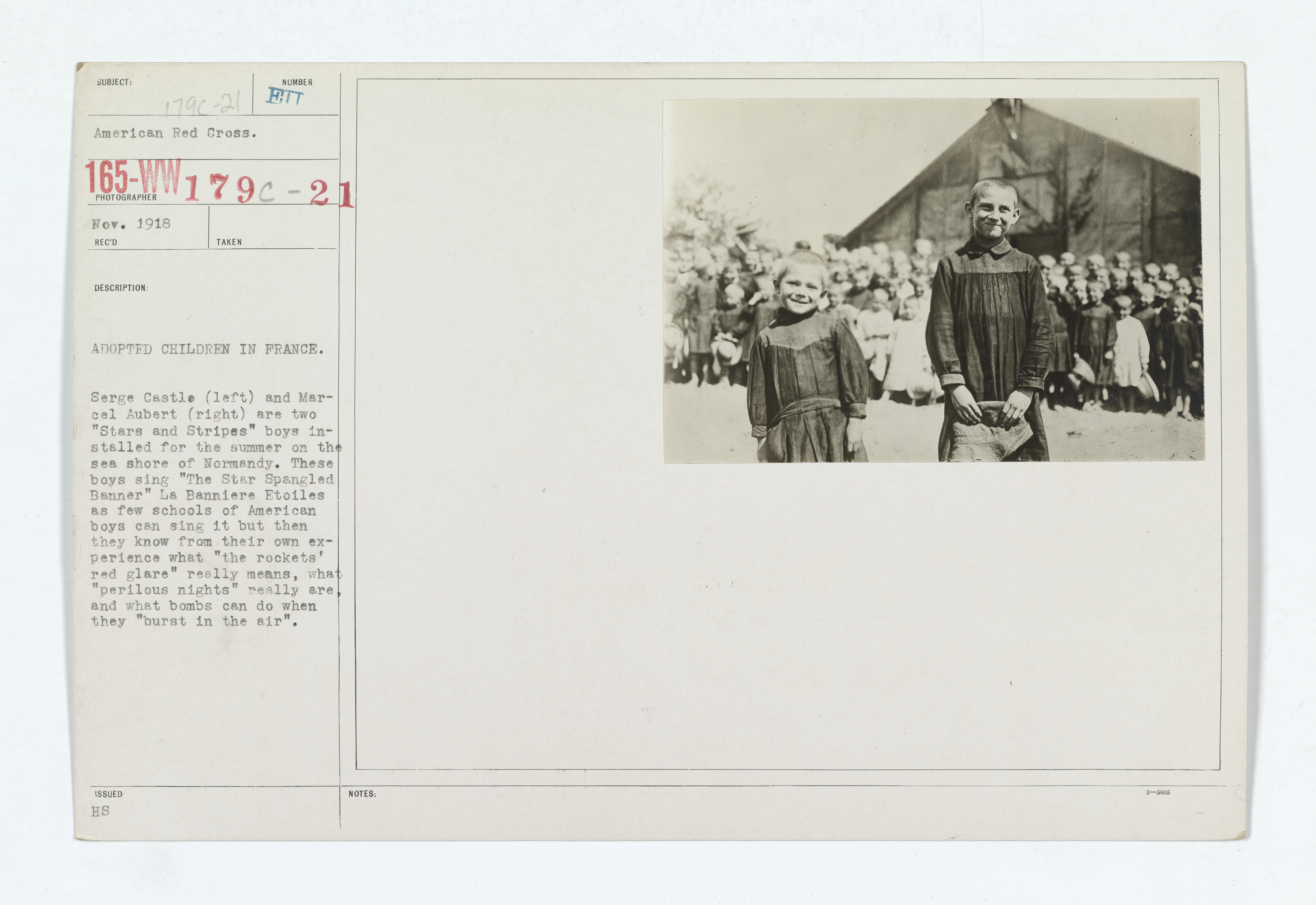
Niños adoptados en Francia. Serge Castle (izq.) y Maarcel Aubert (der.) son dos chicos de "Stars and Stripes" en la playa de Normandía.

Un autor sugirió que la adopción y la asimilación de un niño en una nueva familia podría ser una solución para evitar que los niños de guerra crecieran como niños no deseados y amontonados por personas en un entorno hostil. El mero número de estos niños sugiere que esto es poco práctico.

### Ignorancia del origen de los niños de guerra
A menudo, los niños de la guerra nunca entendieron la razón por la que estaban aislados o maltratados. No aprendieron las identidades de su padre hasta bien entrada la edad adulta o por casualidad de las siguientes razones:
- Por comentarios de sus compañeros de clase, familiares o vecinos.
- Cuando necesitaban documentos oficiales, por ejemplo, un registro familiar.
- Después del fallecimiento de sus madres.[37]: 120, 128, 148, 162, 177

En la mayoría de los casos, cuando los niños de guerra trataron de aprender la identidad de sus padres biológicos años después, las búsquedas eran generalmente difíciles y a menudo en vano.

### Padres desconocidos
Las fuerzas de ocupación después de la Segunda Guerra Mundial prohibieron estrictamente la confraternización del personal militar con los habitantes de los territorios ocupados. Las parejas que se involucraron intentaron ocultar su relación debido a estas interdicciones y al resentimiento y desaprobación de la población ocupada. Los padres de niños de guerra fueron generalmente exceptuados de las acciones civiles por parte de las madres para reclamar la pensión alimenticia o manutención de los hijos.
La comunicación con las madres de niños de guerra a menudo cesó cuando los soldados fueron reasignados repentinamente, a menudo sin tiempo para despedirse. Algunos de los soldados murieron en acción. En el período posterior a la guerra, los padres de los soldados se vieron impedidos por las condiciones que impidieron el regreso a las antiguas mujeres nativas y a los niños de guerra, aunque quisieran hacerlo. Otros tenían esposas y familias a las que regresar en casa, y negaban tener hijos de guerra. En algunos casos, nunca supieron que habían engendrado hijos cuando servían en el extranjero.

### Madres traumatizadas
Al final de la guerra, las madres con hijos de guerra fueron procesadas como criminales y castigadas de manera humillante por sus relaciones con el enemigo. Estaban aislados social y económicamente. Muchos de ellos solo podían rehabilitarse y ser respetados casándose con un compatriota. La persecución a largo plazo de una exnovia de un soldado alemán está documentada en un libro de ANEG; dice que estuvo traumatizada el resto de su vida.: 35–52 
Algunas de las madres entregaron a su hijo de guerra a un hogar de bienestar público. Otros trataron de integrar al niño en la familia formada con su nueva pareja e hijos (familia ensamblada). Algunas de las madres murieron durante la guerra.

## Niños en buscar sus padres
En octubre de 2005 se fundó una red de niños de guerra europeos, "Born of War - international network". Se reúnen cada año en Berlín para ayudarse mutuamente, tomar decisiones sobre la búsqueda de padres y encontrar nuevas posiciones.

### Búsquedas después de la Segunda Guerra Mundial

#### Cambios
Desde finales del siglo XX, cuando llegan a la edad de jubilación, muchos niños de guerra de la Segunda Guerra Mundial han comenzado a buscar su identidad plena y sus raíces. Los hijos legales de un padre alemán también pueden estar interesados en contactar con el hijo de guerra de su padre, si saben que existe uno o más. La opinión pública se ha vuelto más compasiva hacia la generación pasada de niños y niñas en guerra. Pocos de los padres biológicos siguen vivos. Sujetas a intimidación y humillación, muchas de las madres nunca les contaron a sus hijos acerca de sus padres extranjeros.

#### Noruega
El gobierno ha aconsejado que las personas que intentan investigar deberían reunir los documentos completos de nacimiento, incluyendo el certificado de nacimiento (no solo partes del mismo). El archivo noruego de Victoria Terrasse en Oslo se quemó en los años 50 y muchos de estos documentos importantes se perdieron. La Cruz Roja Noruega tiene algunos antecedentes. A menudo es más fácil rastrear a la madre noruega primero por los registros de la Iglesia.

#### Bélgica
El gobierno y los investigadores recomiendan que las personas busquen pruebas documentales en Nationalsozialistische Volkswohlfahrt, Auslandsorganisation - Amt für Volkswohlfahrt und Winterhilfswerk (Organización Nacional Socialista para el Bienestar del Pueblo, Organización Extranjera - Oficina de Bienestar Público y Organización de Ayuda al Invierno) sobre los pagos de pensiones alimenticias durante 1941 a 1944. Las viejas fotografías con saludos en el reverso o cartas privadas pueden dar pistas sobre la identidad de un padre.

#### Francia
Desde 2005, la sociedad, Amicale Nationale des Enfants de la Guerre (ANEG), trabaja en Francia y Alemania para ayudar a los descendientes de padres de diversas nacionalidades, ya sea un padre alemán en Francia o un padre francés en la Alemania ocupada. Cœurs Sans Frontières/Herzen ohne Grenzen (Corazones sin Fronteras) es otra organización francesa que apoya la búsqueda de familiares de niños franceses cuyos padres eran soldados alemanes durante la ocupación.

#### Alemania
Los hijos mixtos de mujeres blancas alemanas y soldados de la Primera Guerra Mundial fueron llamados Rhineland Bastards (Bastardos de Renania). Esta frase, junto con muchos otros epítetos raciales, reforzó la ideología actual de que los hombres negros eran "bestias y no cuidaban a sus hijos". Los Brown Babies (Bebés Marrones) se convirtieron en una preocupación internacional, con la prensa negra americana que hacía publicidad y publicidad para las adopciones. En estos esfuerzos, en ambos países se hizo especial hincapié en el color de la piel del niño (por ejemplo, que se anunciaba como "Brown Babies" en lugar de simplemente como "huérfanos"). Esto era importante porque un color de piel oscuro excluía a los niños de la identidad nacional alemana y les permitía ser más aceptados en Estados Unidos que los bebés "alemanes" de piel clara. Esta distinción se enfatizó aún más cuando a los "bebés marrones" que fueron adoptados en los Estados Unidos se les prohibió hablar su alemán natal. Esto sirvió para borrar a toda una generación de afro-alemanes.
Desde 2009, el gobierno alemán ha concedido la ciudadanía alemana a petición y documentación de niños de guerra nacidos en Francia de madres francesas y padres soldados alemanes en la Segunda Guerra Mundial.

#### Búsqueda en Archivos alemanes
Varios archivos centrales son parte de los archivos alemanes:
- En Deutsche Dienststelle (WAStelle), se pueden rastrear los movimientos militares de los soldados alemanes de la Segunda Guerra Mundial. Los niños que buscan a sus padres alemanes (soldados, prisioneros de la Segunda Guerra Mundial) pueden encontrar aquí algunas pistas.
- Los archivos federales-archivos militares alemanes (en alemán: Bundesarchiv-Militärarchiv) en Friburgo de Brisgovia tienen algunas copias de documentos personales. Para cada unidad de la antigua Wehrmacht, tiene el llamado "Kriegstagebücher" (informes de sucesos diarios) donde se registraron los movimientos y las pérdidas por día y unidad.[46]
- Los archivos del antiguo Centro Documental de Berlín contenían detalles sobre la afiliación personal al partido nazi y las organizaciones del Tercer Reich alemán. Estos archivos fueron transferidos a los Archivos Federales Alemanes, sucursal Berlín-Lichterfelde. La búsqueda de personas afectadas es posible 30 años después de la muerte. Los detalles necesarios son: nombre, apellido, fecha de nacimiento, ocupación y actividades.[47]
- Los Cementerios de los caídos de guerra alemanes (Volksbund Deutsche Kriegsgräberfürsorge) tienen un archivo de acceso directo, con una base de datos en línea, de todas las tumbas de guerra alemanas conocidas de la Primera y Segunda Guerra Mundial.[38]

### Niños Posguerra
Los niños de la posguerra a menudo buscan en vano: su conocimiento de los datos personales de su padre puede ser inconclusos, algunos archivos están cerrados y se han perdido muchos datos.

### Segunda Guerra Mundial
- (de) Ebba D. Drolshagen:  Nicht ungeschoren davonkommen. Das Schicksal der Frauen En den besetzten Ländern, die Wehrmachtssoldaten liebten. Hoffmann und Campe, Hamburgo 1998, ISBN 3-455-11262-5.
- (de) Ebba D. Drolshagen: Wehrmachtskinder. Auf der Suche nach dem nie gekannten Vater. Droemer Knaur, München 2005, ISBN 3-426-27357-8 .
- (de) Alexandra Stiglmayer (Hrsg.): Massenvergewaltigung. Krieg gegen Dado Frauen. Fischer-Taschenbuch-Verlag, Fráncfort del Meno, 1993, ISBN 3-596-12175-2  (Fischer 12175 Dado Frau en der Gesellschaft).
- (de) Marc Widmann, Mary Wiltenburg: más Amable des Feindes. En: Der Spiegel, 22 de diciembre de 2006 (on-line-URL)

### Niños de guerra americana
- Hohn, Maria (2001), GIs and Fräuleins: The German-American Encounter in 1950s West Germany, ISBN 0-8078-5375-5.
- (de) Charlotte Wiedemann: "Der Zwischenmensch", Frankfurter Rundschau, 31 de octubre de 2003 (Rudi Richardson, un niño de guerra ahora indeseado en los EE.UU.).
- (de) Ika Hügel-Marshall: Daheim Unterwegs. Ein deutsches Leben. Orlanda Frauenverlag, Berlina 1998, ISBN 3-929823-52-7

### Niños de guerra canadiense
- Rains, Olga; Rains, Lloyd; Jarratt, Melynda (2006), Voices of the Left Behind, ISBN 1-55002-585-6., (sobre niños de guerra canadiense).

### Niños de guerra en Bélgica
- (nl) Gerlinda Swillen: Koekoekskind. Puerta de vijand verwekt (1940–1945). Meulenhoff u. Un., Ámsterdam 2009, ISBN 978-90-8542-188-7  (Informes de 70 belgas-niños de guerra alemana).

### Niños de guerra en Francia
- Amicale Nationale des Enfants de la Guerre (Hrsg.), ed. (2010), Des fleurs sur les cailloux. Les enfants de la Guerre se racontent (en francés), Limerzel: Editions Laurent Guillet, ISBN 978-2-918588-01-6.
- (fr) Roberte Coronel, Où es-tu maman ?, Éditions Magnífico Caractère, 2005
- (fr) Annette Hippen-Gondelle, Un seul jour, un seul mot. Le Romano familial d'une enfant de Boche, París, L'Harmattan, 2011. (ISBN 978-2-296-56161-8
- (fr) Suzannne Lardreau, Orgueilleuse, Éditions Robert Laffont, París 2005
- Lenorman, Gérard (c. 2008), Je suis né à vingt ans (en francés).
- Picaper, Jean-Paul; Norz, Ludwig (2004), Picaper, Jean-Paul; Norz, Ludwig (2004), Enfants Maudits (en francés), Paris: Édition des Syrtes, ISBN 2-84545-088-5.
- Picaper, Jean-Paul; Norz, Ludwig (2005), Die Kinder der Schande. Das tragische Schicksal deutscher Besatzungskinder in Frankreich (en alemán), München, Zürich, ISBN 3-492-04697-5.
- Virgili, Fabrice (2004), La France "virile". Des femmes tondues à la Libération (en francés) (nouvelle edición), Paris: Payot & Rivages, ISBN 2-228-89857-0.
- Virgili, Fabrice (c. 2009), Naître ennemi. Les enfants des couples franco-allemands nés pendant la Seconde Guerre Mondiale (en Francés), Éditions Payot.
- (fr) Francois Pairault: Un Amor allemand. Geste Éditions, La Crèche 2011.
- (fr) Nadia Salmi: Des étoiles sombres dans le ciel. OH Éditions, París 2011.

### Niños de guerra en Noruega
- Olsen, Kare (2002), Vater: Deutscher. - Das Schicksal der norwegischen Lebensbornkinder und ihrer Mütter von 1940 bis heute (en alemán). (el recurso autoritario en Lebensborn en Noruega y disponible en noruego).
- Krigens barn: De norske krigsbarna og deres mødre (en norwegian), Aschehoug, 1998, ISBN 82-03-29090-6. .
- Eystein Eggen, El Chico de Gimle, 1993.
- Eggen, Eystein (1993), L’enfant de Gimle (en francés), archivado desde el original el 31 de octubre de 2015.
- Simonsen, Eva (2006), Into the open – or hidden away?  The construction of war children as a social category in post-war Norway and Germany (PDF) 2, NordEuropaforum, pp. 25-49.
- Borgersrud, L.: Staten og krigsbarna: en historisk undersøkelse av statsmyndighetenes behandling av krigsbarna i de første etterkrigsårene, 2004
- Ellingsen, D.: Krigsbarns levekår: en registerbasert undersøkelse, 2004
- Borgersrud, L.: Vi ville ikke ha dem: Statens behandling av de norske krigsbarna, 2005
- Ericsson, K. & E. Simonsen: Krigsbarn i fredstid, 2005